# Przechodniość (gramatyka)
Przechodniość – właściwość czasowników, która odnosi się do tego, czy czasownik może przyjmować stronę bierną.

## Historia
Pojęcie przechodniości, a także inne pojęcia, które są dzisiaj podstawami językoznawstwa, zostały po raz pierwszy wprowadzone przez stoików i szkołę wędrowną. Pojęcia te prawdopodobnie odnosiły się do całego zdania zawierającego czasowniki przechodnie lub nieprzechodnie, a nie tylko do czasownika. Odkrycie stoików było później wykorzystywane i rozwijane przez filologów szkoły aleksandryjskiej, a później gramatyków.